# Chaetabraeus spiculator
Chaetabraeus spiculator är en skalbaggsart som först beskrevs av Thérond 1959.  Chaetabraeus spiculator ingår i släktet Chaetabraeus och familjen stumpbaggar. Inga underarter finns listade i Catalogue of Life.